# KWLN
Koordinaten: 47° 16′ 40″ N, 119° 0′ 0″ W
KWLN oder KWLN-FM ist ein US-amerikanischer Hörfunksender aus Wilson Creek im US-Bundesstaat Washington. KWLN sendet auf der UKW-Frequenz 103,3 MHz. Das Sendeformat ist ausgerichtet auf die hispanische Gesellschaft. Eigentümer und Betreiber ist Alpha Media USA.